# Bahnstrecke Voldagsen–Delligsen
| Streckennummer: | 9181                    |                          |                          |
| Kursbuchstrecke (DB): | 12373, 213b (1962)      |                          |                          |
| Kursbuchstrecke: | 213a (1946) 193n (1934) |                          |                          |
| Streckenlänge: | 27,2 km                 |                          |                          |
| Spurweite: | 1435 mm (Normalspur)    |                          |                          |
| Streckengeschwindigkeit: | 20 km/h                 |                          |                          |
| |                         |                          |                          |
| \| \| \| von Hameln \| \| \| \| 0,0 \| Voldagsen \| 125 m \| \| \| \| nach Elze \| \| \| \| 2,3 \| Lauenstein (Han) \| 138 m \| \| \| 4,7 \| Salzhemmendorf \| 119 m \| \| \| 5,4 \| Werk der Rheinkalk GmbH \| Werk der Rheinkalk GmbH \| \| \| 6,35 \| derzeitiges Gleisende \| derzeitiges Gleisende \| \| \| 6,7 \| Eggersen \| Eggersen \| \| \| 8,5 \| Levedagsen \| 139 m \| \| \| 10,6 \| Thüste \| 157 m \| \| \| 13,7 \| Weenzen \| 188 m \| \| \| 15,9 \| Duingen \| 202 m \| \| \| 18,9 \| Coppengrave \| 177 m \| \| \| 20,6 \| Brunkensen \| 145 m \| \| \| 21,2 \| Hohewarte \| Hohewarte \| \| \| 22,6 \| Hohenbüchen-Grünenplan \| 175 m \| \| \| 24 \| Krankenweg bis 1914/1918 \| Krankenweg bis 1914/1918 \| \| \| \| \| \| \| \| 27,2 \| Delligsen \| 123 m \| |                         |                          |                          |
| Strecke |                         | von Hameln               | von Hameln               |
| Dienststation / Betriebs- oder Güterbahnhof | 0,0                     | Voldagsen                | 125 m                    |
| Abzweig geradeaus und nach links |                         | nach Elze                | nach Elze                |
| ehemaliger Bahnhof | 2,3                     | Lauenstein (Han)         | 138 m                    |
| ehemaliger Bahnhof | 4,7                     | Salzhemmendorf           | 119 m                    |
| Blockstelle | 5,4                     | Werk der Rheinkalk GmbH  | Werk der Rheinkalk GmbH  |
| | 6,35                    | derzeitiges Gleisende    | derzeitiges Gleisende    |
| Bahnhof (Strecke außer Betrieb) | 6,7                     | Eggersen                 | Eggersen                 |
| Bahnhof (Strecke außer Betrieb) | 8,5                     | Levedagsen               | 139 m                    |
| Bahnhof (Strecke außer Betrieb) | 10,6                    | Thüste                   | 157 m                    |
| Bahnhof (Strecke außer Betrieb) | 13,7                    | Weenzen                  | 188 m                    |
| Bahnhof (Strecke außer Betrieb) | 15,9                    | Duingen                  | 202 m                    |
| Bahnhof (Strecke außer Betrieb) | 18,9                    | Coppengrave              | 177 m                    |
| Bahnhof (Strecke außer Betrieb) | 20,6                    | Brunkensen               | 145 m                    |
| Dienststation / Betriebs- oder Güterbahnhof (Strecke außer Betrieb) | 21,2                    | Hohewarte                | Hohewarte                |
| Bahnhof (Strecke außer Betrieb) | 22,6                    | Hohenbüchen-Grünenplan   | 175 m                    |
| Dienststation / Betriebs- oder Güterbahnhof (Strecke außer Betrieb) | 24                      | Krankenweg bis 1914/1918 | Krankenweg bis 1914/1918 |
| Brücke (Strecke außer Betrieb) |                         |                          |                          |
| Kopfbahnhof Streckenende (Strecke außer Betrieb) | 27,2                    | Delligsen                | 123 m                    |

Die Kleinbahn Voldagsen–Duingen–Delligsen (VDD) war eine eingleisige, nicht elektrifizierte Nebenbahn im Weserbergland zwischen Leine und Weser und Eigentum der Deutschen Eisenbahn-Betriebsgesellschaft (DEBG).

## Geschichte

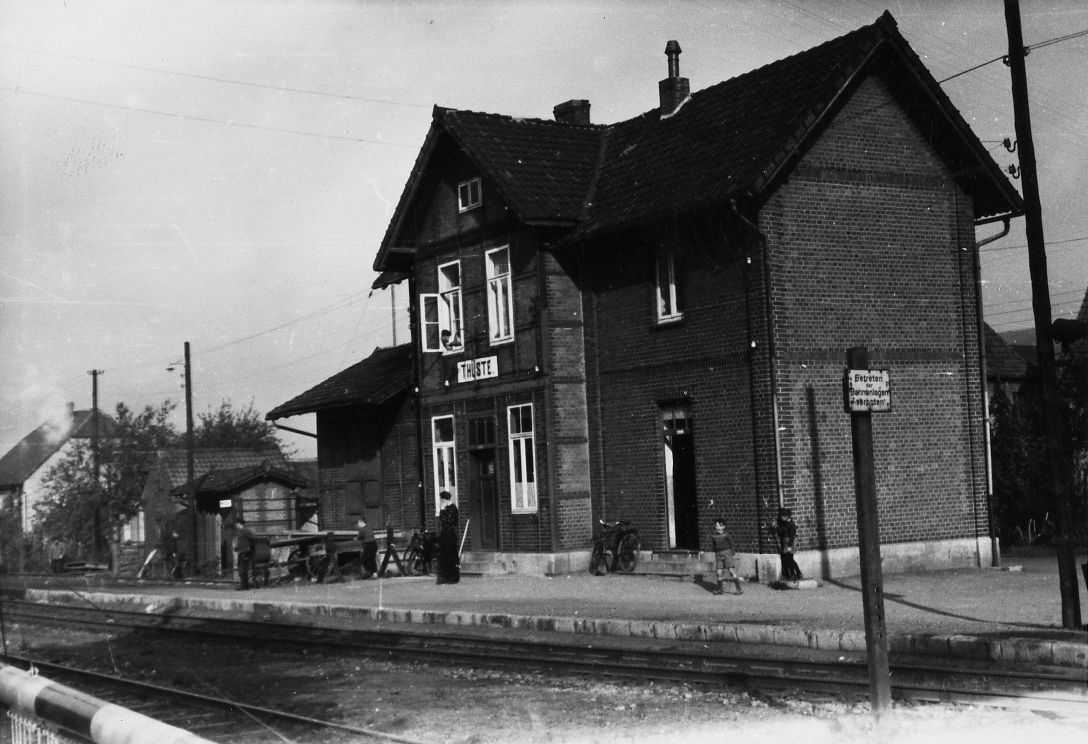
Bahnhof Thüste im Jahr 1954

Am 16. Juni 1896 eröffnete die Eisenbahnbau- und Betriebsgesellschaft Vering & Waechter in der preußischen Provinz Hannover eine Kleinbahn, die ihren Ausgangspunkt bei Coppenbrügge im Bahnhof Voldagsen der 1875 von der Hannover-Altenbekener Eisenbahn-Gesellschaft in Betrieb genommenen Hauptstrecke Elze–Hameln hatte. Sie verlief zunächst fünf Kilometer weit in südöstlicher Richtung bis Salzhemmendorf und wurde am 1. Juli 1897 bis Duingen (16 km) weitergeführt, das damals 1250 Einwohner zählte. Entlang dem Nordostrand der Höhenzüge Ith und Hils erreichte die Bahn am 1. Juli 1901 den Flecken Delligsen mit fast 2000 Einwohnern im Herzogtum Braunschweig; sie war nun insgesamt 27 Kilometer lang.
Eine Verlängerung ins Leinetal zur Hauptbahn Hannover–Kreiensen unterblieb trotz der kurzen Entfernung, obwohl seit Bestehen der Strecke darüber diskutiert und geplant wurde. Anfang der 1930er Jahre war die Strecke bereits abgesteckt, erst 1963 wurde das Projekt als gegenstandslos erklärt, und die Trasse brauchte nicht mehr freigehalten zu werden.
1899 war die DEBG für die Strecke Voldagsen–Duingen an die Stelle der bisherigen Eigentümerin getreten. Für den Streckenteil Duingen–Delligsen war das aus rechtlichen Gründen erst 1902 möglich, die beiden Streckenteile wurden so über lange Jahre getrennt abgerechnet.
Den Zweiten Weltkrieg überstand die Bahn weitgehend unbeschadet. Auch hier gab es in der Nachkriegszeit enorme Passagierzahlen zu bewältigen.
1949 wurde der erste Triebwagen beschafft, 1955 und 1956 die ersten beiden Diesellokomotiven, die 1963 um zwei weitere Maschinen (Typ LHB S 400) ergänzt wurden. Das Dampflokzeitalter endete 1964 mit der Abgabe der letzten Dampflok.
Wie bei der ebenfalls von der DEBG betriebenen Vorwohle-Emmerthaler Eisenbahn stiegen die Verwaltungskosten durch die Abgabe der süddeutschen Konzernbahnen. Im Juni 1966 stellte die VDD einen Antrag auf Entbindung von der Betriebspflicht, der vom niedersächsischen Wirtschaftsministerium mit Wirkung vom 27. Mai 1967 genehmigt wurde. An diesem Tag endete der planmäßige Verkehr, bis zum 31. Mai wurden noch Restverkehre erledigt. Außerdem wurde ab 1966 der DEBG-Konzern aufgelöst. Die Strecke wurde in eine Anschlussbahn umgewandelt und die Deutsche Bundesbahn übernahm am 1. Juni 1967 den Betrieb.
Der Streckenabschnitt Duingen–Delligsen wurde 1967/68 abgebaut und die restliche Strecke an zwei Privatunternehmen verkauft. Der Teil von Voldagsen bis Salzhemmendorf bis km 6,35 ging an die Firma Klöckner Durilit GmbH in Osnabrück (Geschäftsführer: Walther Hakenberg) und der Rest bis Duingen an das Duinger Glassandwerk Dr. Bock & Co.
2001 wurde der Anschluss der Sandgrube gesperrt und damit die Strecke Salzhemmendorf–Duingen aufgegeben. Pläne eines am Bahnhof Duingen ansässigen Museumsvereins, die Strecke bis Duingen für Museumsbahnbetrieb zu erhalten und zu reaktivieren, konnten in den darauffolgenden Jahren nicht realisiert werden, was zur Stilllegung und schließlich zum Abbau des Abschnitts Salzhemmendorf–Duingen im Jahr 2014 führte.

### Personenverkehr
Im Jahre 1914 verkehrten von Voldagsen täglich sechs Personenzüge, davon zwei bis Delligsen und weitere vier zusätzlich bis Duingen. In den dreißiger Jahren standen fünf Dampflokomotiven, vier Personen-, zwei Gepäck- und 76 Güterwagen zur Verfügung. Damals wurde auch ein bahneigener Omnibusbetrieb eingerichtet, der Fahrten parallel zur Bahn und auch von Duingen bis nach Alfeld an der Leine ausführte, im südlichen Teil der Strecke war der Verkehr auf Alfeld ausgerichtet. 1962 verkehrten zwischen Voldagsen und Duingen werktags sechs Zugpaare, sonntags drei, zwischen Duingen und Delligsen fuhren werktags zwei Zugpaare, zuletzt nur noch eines, bis dort der Personenverkehr am 28. September 1963 ganz eingestellt wurde. Auf dem Abschnitt Voldagsen–Duingen blieb er bis zum 30. Mai 1967 erhalten.

### Güterverkehr

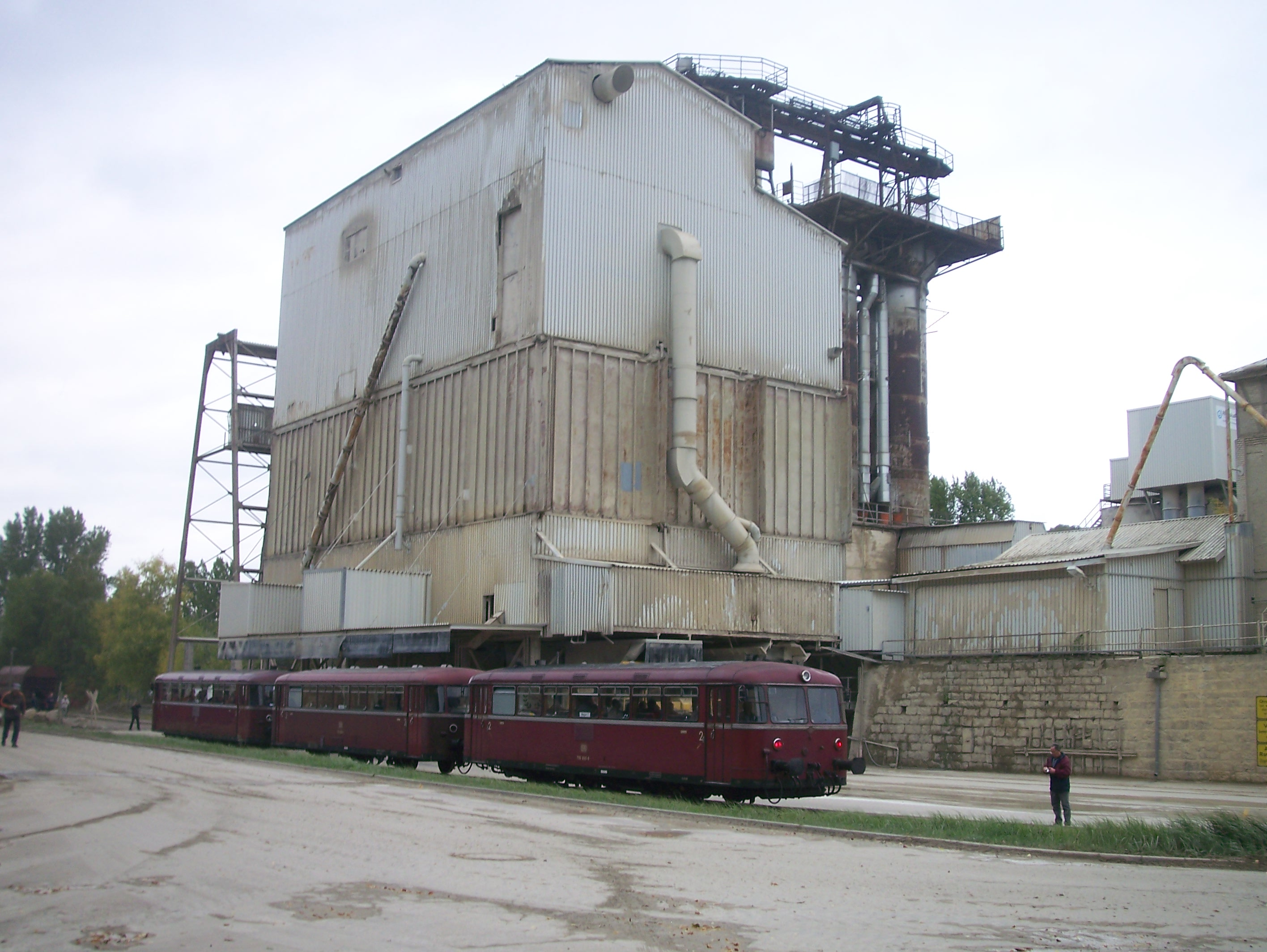
DGEG-Sonderfahrt auf der VDD am 3. Oktober 2009, hier im Kalkwerk bei Salzhemmendorf

Beim Güterverkehr ging es vor allem um den Abtransport von Bodenschätzen, die in Ton-, Sand-, Stein- und Kohlengruben der Gegend gewonnen wurden. Bald lag die VDD unter allen DEBG-Bahnen an der Spitze im Frachtaufkommen. 1914 wurden 300.000 t befördert. Auch nach dem Ersten Weltkrieg blieben die Leistungen hoch, auch in den schwächeren Jahren sank die Leistung kaum unter 250.000 t. In den 1950er Jahren schlossen nach und nach die Kalkwerke, durch verstärktes Aufkommen bestehender und das Hinzukommen neuer Kunden wurden diese Verluste aber ausgeglichen. 1965 wurden 358.000 t befördert. 1966 wurde die Braunkohlenförderung in Wallensen und damit auch die Brikettherstellung in Thüste eingestellt. Ein Drittel der Tonnage ging verloren. Das führte Ende Mai 1967 zur Aufgabe des Güterverkehrs durch die VDD, den die Deutsche Bundesbahn seitdem weiterführte. Im Laufe der Zeit ging der Güterverkehr immer weiter zurück. Nachdem das Sandwerk bei Duingen noch bis 2001 bedient wurde, war das Rheinkalk-Werk in Salzhemmendorf bis zu seiner Stilllegung im März 2018 der letzte verbliebene Güterkunde, das Frachtaufkommen betrug ca. 250.000 t im Jahr.

## Heutiger Zustand

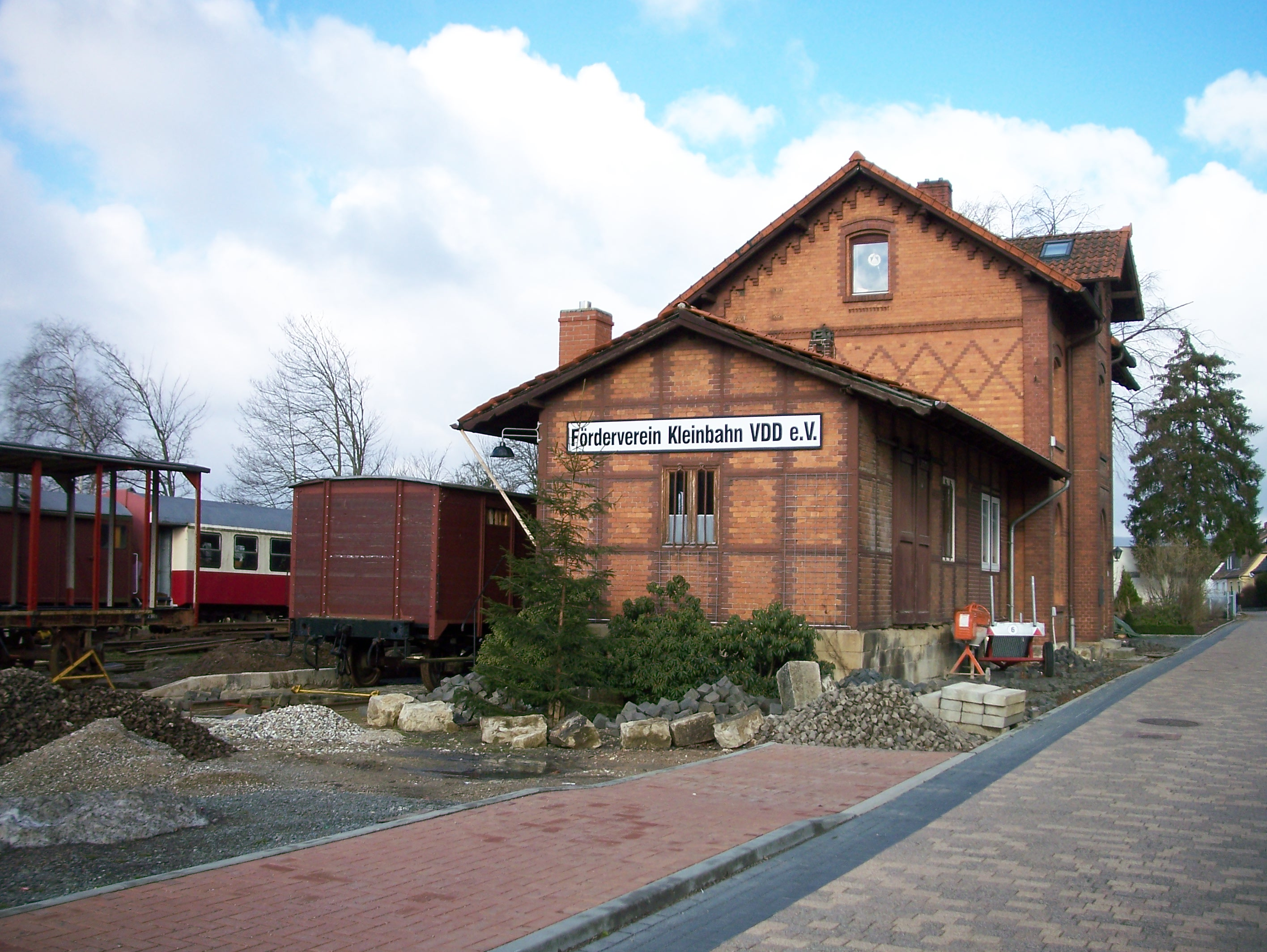
Bahnhof Duingen, Vereinsheim des Fördervereins Kleinbahn VDD

Zur Beladung bereitgestellte Waggons im Rheinkalk-Werk Salzhemmendorf

Den Abschnitt Voldagsen–Salzhemmendorf befährt die Hildesheimer Dampfzug Betriebs-Gemeinschaft gelegentlich mit dem „Historischen Reichsbahnzug“ ab Hameln.
Zudem wurde dieser Abschnitt noch bis März 2018 für Güterverkehr zum Kalkwerk genutzt. Die Streckengeschwindigkeit beläuft sich dabei auf ca. 20 km/h und ist mit Ausnahme der Ortsdurchfahrt Salzhemmendorf vollständig modernisiert. Der Bahnsteig in Salzhemmendorf ist ebenfalls für die Museumsfahrten erneuert worden.
Der Abschnitt ab km 6,35 bis Duingen wurde im April und Mai 2014 demontiert. Im Juni 2014 wurde der Abschnitt von Thüste nach Salzhemmendorf ebenfalls zurückgebaut.
Mit der Stilllegung des Kalkwerks in Salzhemmendorf am 31. März 2018 ist der letzte verbliebene Güterkunde entfallen, sodass nun auch der Streckenteil Voldagsen-Salzhemmendorf ohne Verkehr und von der Stilllegung bedroht ist. Der Streckenast war zuletzt rechtlich gesehen nur noch ein Anschlussgleis des Kalkwerks. Zudem war die Zahl der Güterzüge in den Jahren zuvor zurückgegangen, da durch den Verlust eines Großkunden im Jahr 2014 die werktägliche Bedienung durch die Deutsche Bahn eingestellt worden war und seitdem nur noch unregelmäßig Bedienungen durch Privatbahnen stattfanden.

## Bildergalerie

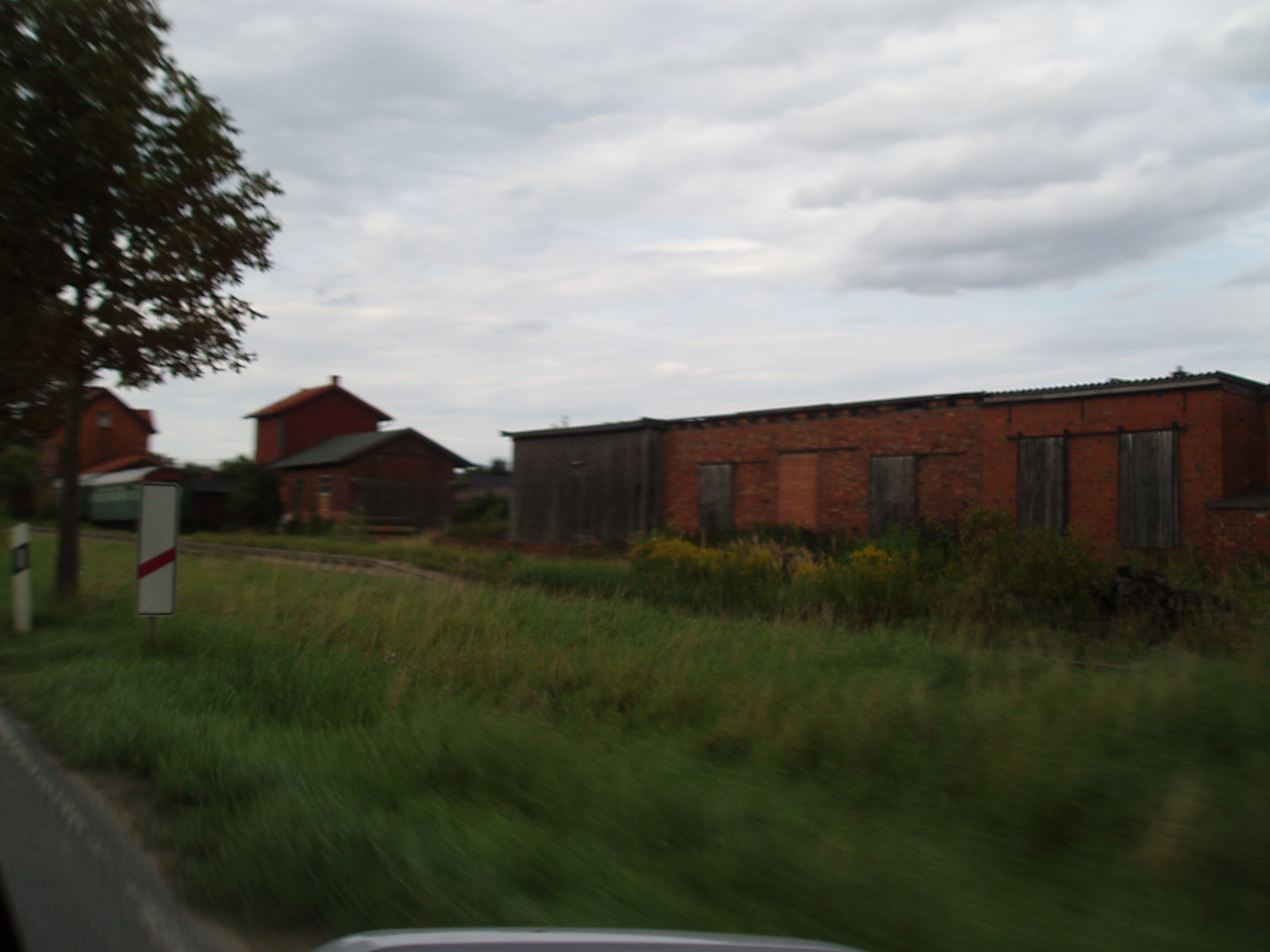
Bahnhofsanlagen in Salzhemmendorf, Blickrichtung Voldagsen
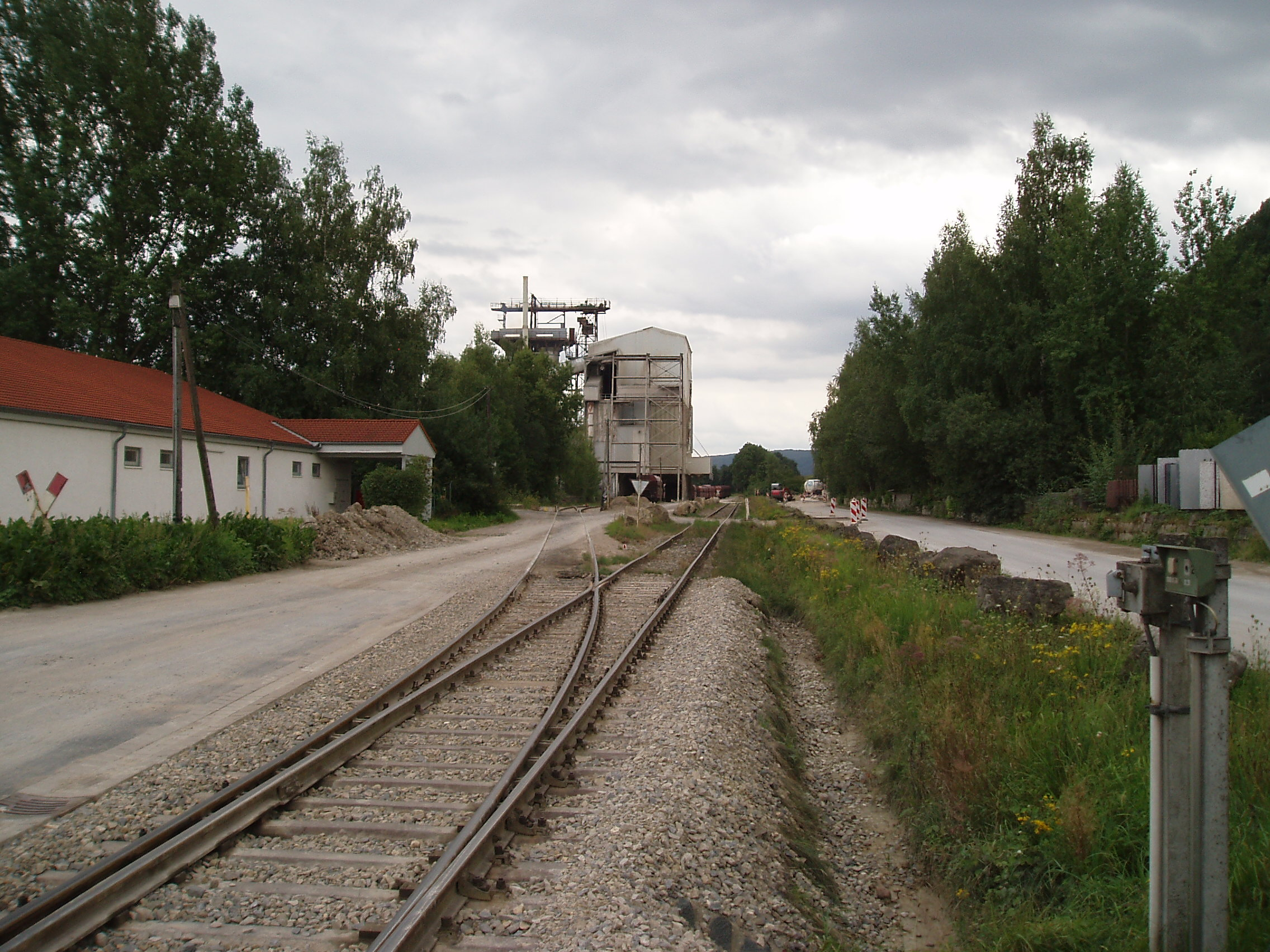
Strecke bei Salzhemmendorf (Blickrichtung Duingen): Bis hierhin wurde die Strecke noch bis März 2018 für Güterverkehr genutzt.
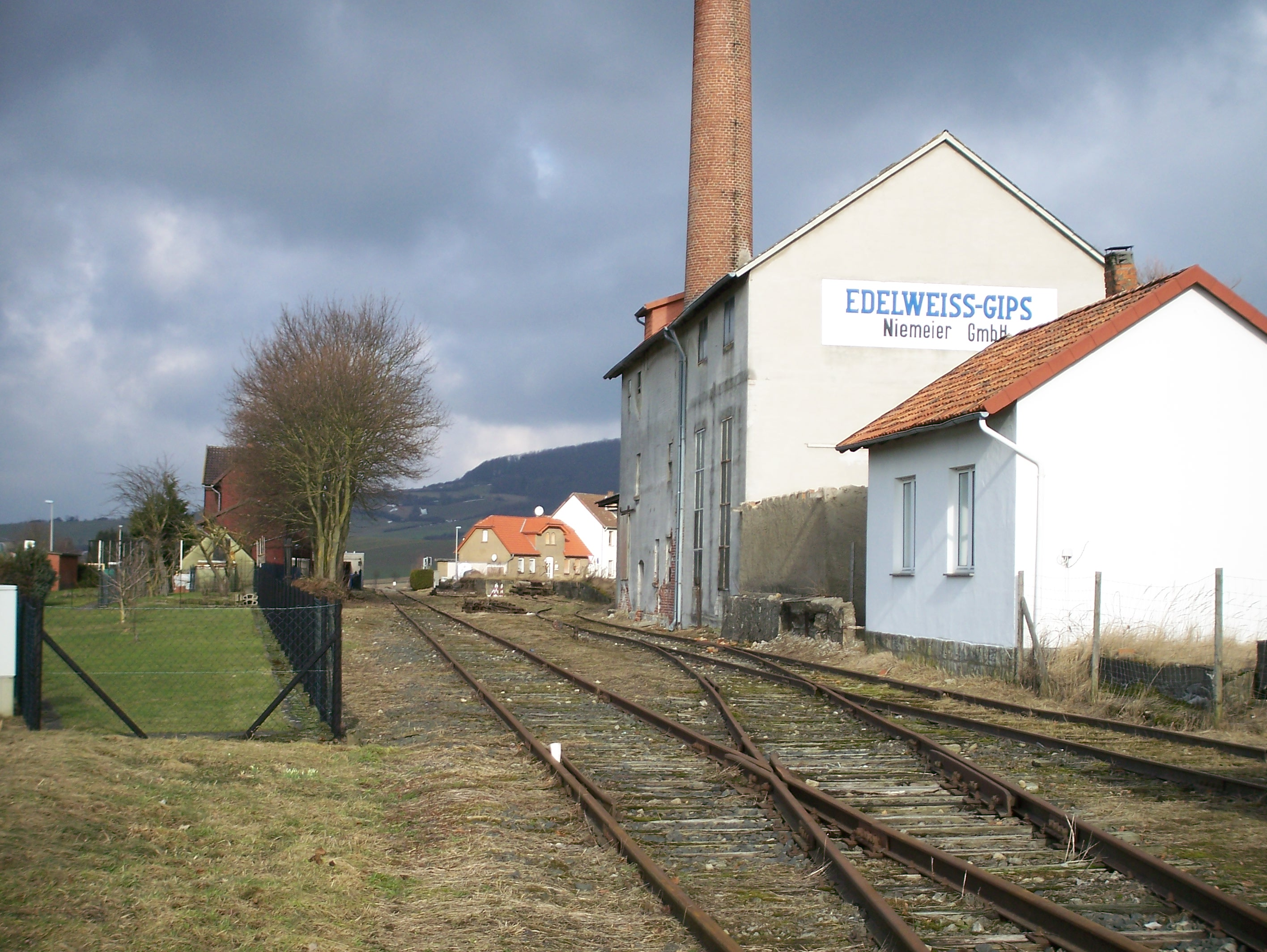
Blick über die Gleisanlagen im Bahnhof Weenzen